# Габрська Гора (Літія)
Габрська Гора (словен. Gabrska Gora) — поселення в общині Літія, Осреднєсловенський регіон, Словенія. Висота над рівнем моря: 420,1 м.